# Wyoming (Nowy Jork)
Wyoming – wieś w Stanach Zjednoczonych, w stanie Nowy Jork, w hrabstwie Wyoming.